# Reine Wisell

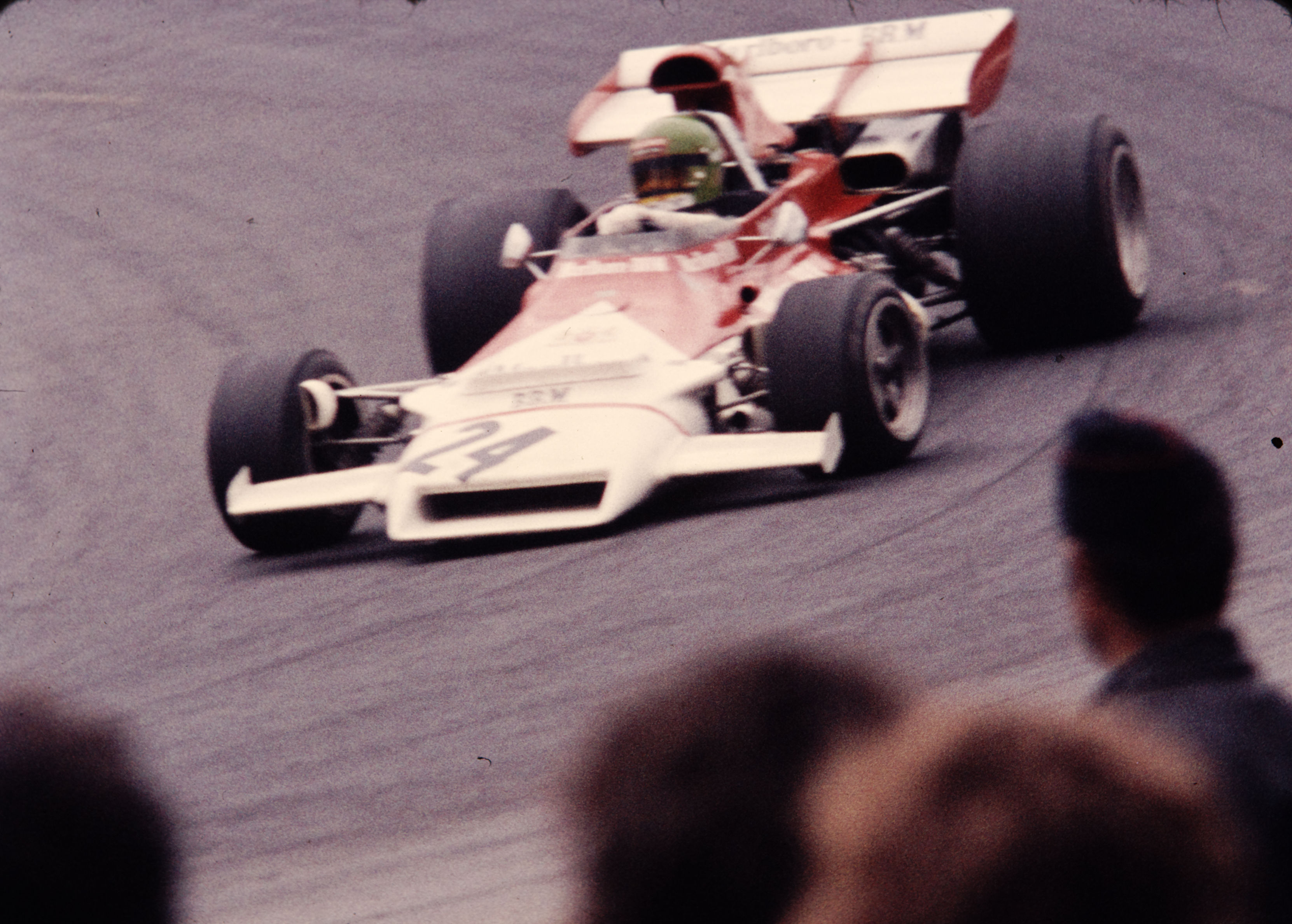
Reine Wisell en el Gran Premio de Francia de 1972.

Reine Wisell (Motala, Östergötland; 30 de septiembre de 1941-Bangkok, 20 de marzo de 2022) fue un ingeniero y piloto de automovilismo sueco. Participó en 23 Grandes Premios de Fórmula 1, que debutando el 4 de octubre de 1970, en el Gran Premio de Estados Unidos, con Lotus. En dicha categoría obtuvo un podio, y se anotó un total de 13 puntos en las cuatro temporadas que disputó.

## Carrera
Ganó el Campeonato de Suecia de Fórmula 3 en 1967. Reine debutó en la Fórmula 1 en el Gran Premio de los Estados Unidos de 1970, corriendo para Lotus, en el regreso del equipo tras la muerte del austríaco Jochen Rindt en Monza. La muerte de Rindt causó que su compañero de equipo John Miles se retire y Wisell ocupe su lugar. Su primer Gran Premio fue el mejor en su carrera ya que logró un tercer puesto, solo por detrás de su compañero de equipo y futuro campeón Emerson Fittipaldi y del mexicano Pedro Rodríguez, de BRM, y terminando por delante de aspirante al título Jacky Ickx, de Ferrari.
Se retiró tras el Gran Premio de Suecia de 1974 (siendo esta su única carrera en la temporada), luego de no obtener los resultados esperados.

## Resultados

### Fórmula 1
(Clave) (negrita indica pole position) (cursiva indica vuelta rápida)

| Año         | Escudería                          | 1       | 2      | 3       | 4       | 5       | 6       | 7       | 8       | 9       | 10      | 11      | 12     | 13     | 14  | 15  | Pos. | Puntos |
| ----------- | ---------------------------------- | ------- | ------ | ------- | ------- | ------- | ------- | ------- | ------- | ------- | ------- | ------- | ------ | ------ | --- | --- | ---- | ------ |
| 1970        | Gold Leaf Team Lotus               | RSA     | ESP    | MON     | BEL     | NED     | FRA     | GBR     | GER     | AUT     | ITA     | CAN     | USA 3  | MEX NC |     |     | 16.º | 4      |
| 1971        | Gold Leaf Team Lotus               | RSA 4   | ESP NC | MON Ret | NED DSQ | FRA 6   | GBR NC  | GER 8   | AUT 4   | ITA     | CAN 5   | USA Ret |        |        |     |     | 12.º | 9      |
| 1972        | Marlboro BRM                       | ARG Ret | RSA    | ESP Ret | MON Ret | BEL INJ | FRA Ret | GBR DNP | GER Ret | AUT DNP | ITA 12  |         |        |        |     |     | NC   | 0      |
| 1972        | Gold Leaf Team Lotus               |         |        |         |         |         |         |         |         |         |         | CAN Ret | USA 10 |        |     |     | NC   | 0      |
| 1973        | Team Pierre Robert                 | ARG     | BRA    | RSA     | ESP     | BEL     | MON     | SWE DNS |         |         | NED DNP | GER     | AUT    | ITA    | CAN | USA | NC   | 0      |
| 1973        | Clarke-Mordaunt- Guthrie-Durlacher |         |        |         |         |         |         |         | FRA Ret | GBR     |         |         |        |        |     |     | NC   | 0      |
| 1974        | March Engineering                  | ARG     | BRA    | RSA     | ESP     | BEL     | MON     | SWE Ret | NED     | FRA     | GBR     | GER     | AUT    | ITA    | CAN | USA | NC   | 0      |
| Referencia: |                                    |         |        |         |         |         |         |         |         |         |         |         |        |        |     |     |      |        |